# 중화민국 경제부
중화민국 경제부 (中華民國經濟部)는 중화민국의 상업 및 공업 발전과 국제 무역 등 산업과 관련된 업무를 담당하는 중화민국 행정원에 속해있는 부처이다. 1930년에 국민정부에 의해 세워졌다.

## 연혁
- 1931년 6월 전국 경제 위원회라는 이름으로 설립.
- 1931년 12월 실업부로 바꿈.
- 1937년 12월 실업부라는 이름을 경제부로 바꿈.

## 조직 현황
- 경제부장
- 경제부차장 (정무차장 1명, 상무차장 2명)
  - 비서실
  - 광업사
  - 상업사
  - 총무사
  - 국제 합작처
  - 투자 업무처
  - 기술처
  - 인사처
  - 회계처
  - 통계처
  - 정풍처
  - 연구 발전 위원회
  - 법규위원회

## 같이 보기
- 타이완의 경제